# Филодем
Филодем Гадарски или Филодем Епикурееца (на старогръцки: Φιλόδημος ὁ Γαδαρεύς, Φιλόδημος ο επικούρειος) е древногръцки епикурейски философ и поет. Учи при Зенон от Сидон в Атина, след което заминава за Рим, а по-късно за Херкулан. Филодем е бил известен предимно със своята поезия, запазена в „Гръцката антология“, но в откритите в 18 век Херкулански папируси са разчетени много творби на Филодем, занимаващи се с етика, теология, реторика, музика, поезия и история на различните елинистически философски школи, като работата по разчитането им продължава и до днес.

## Биография
Филодем е роден около 110 година пр. Хр. в сирийския град Гадара, днешна Йордания. Учи при Зенон от Сидон, главата (сколарх) на епикурейската школа в Атина, преди да се установи в Рим около 80 пр. Хр. Филодем е последовател на Зенон, но е иновативен мислител в областта на естетиката, към която консервативните епикурейци имат малко приноси. Филодем е много близък приятел на филелина Луций Калпурний Пизон Цезонин, тъст на Цезар, и е споменат в речта „In Pisonem“ на Цицерон, който възхвалява Филодем за философските му възгледи и за „елегантната игривост“ на стиховете му. Филодем е и сред вдъхновителите на „Ars Poetica“ на Хораций. „Гръцката антология“ съдържа 34 от неговите епиграми — предимно любовни стихове.

## Херкулански папируси
Очевидно във Вилата на папирусите в Херкулан, вероятно собственост на Пизон, е имало голяма библиотека, от която значителна част са епикурейски текстове, много от които в повече от един екземпляр, което навежда на вероятността, че тази секция на библиотеката е била на Филодем. Съдържанието на библиотеката е карбонизирано от изригването на Везувей в 79 година. По време на разкопки във вилата от 1752 до 1754 г. са открити много папируси, които съдържат и 36 трактата, приписвани на Филодем. Те се занимават с музика, реторика, етика, добрият цар и защитават епикурейството срещу стоицизма и перипатетиците. Първите херкулански фрагменти от Филодем са публикувани в 1824 г.

## Проект „Филодем“
Проектът „Филодем“ е международен проект, финансиран от Националния фонд за хуманитарни изследвания, от участващите университети и частни дарения, който има за цел да реконструира нови текстове от Филодем върху поетиката, реториката и музиката. Текстовете се редактират, превеждат и издават в серия на Оксфорд Юнивърсити Прес.
В 2001 година излиза „Филодем: За поезията I“ с въведение, превод и коментар на Ричард Янко и печели наградата на Чарлс Гуудуин. Според Янко „За поезията“ отваря прозорец към изгубена за науката ера — периодът между „Поетика“ на Аристотел и „Изкуството на поетиката“ на Хораций, творбите, които определят класицизма за античния и модерния свят.